# Sascha Rotermund

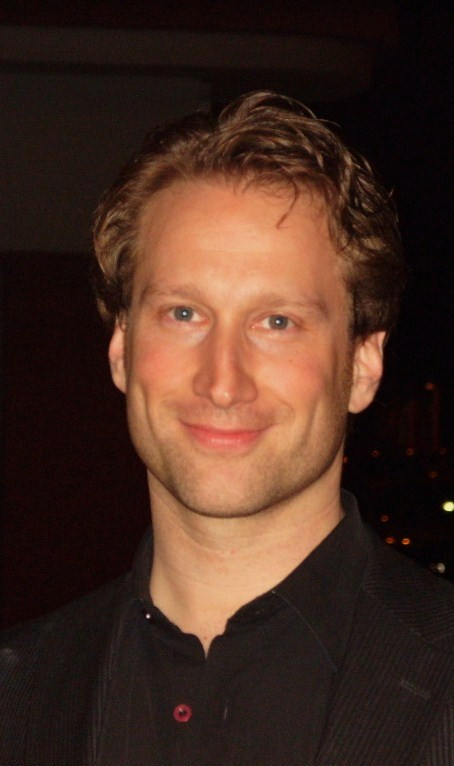
Sascha Rotermund während der Ohrkanus-Verleihung 2010

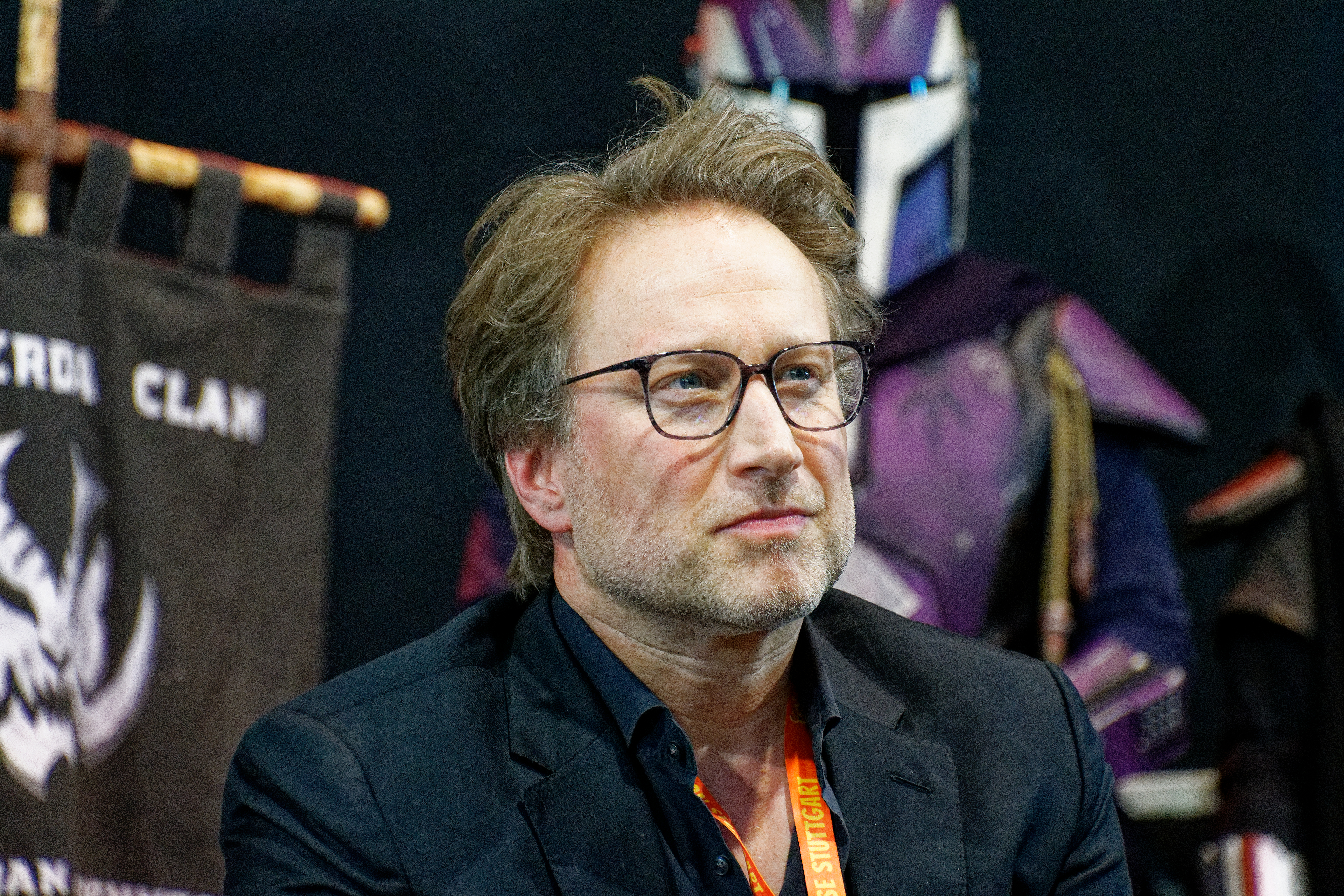
Sascha Rotermund während der ComicCon 2024

Sascha Rotermund (* 13. Juni 1974 in Arnsberg) ist ein deutscher Schauspieler, Synchronsprecher, Hörspielsprecher, Hörbuchinterpret und Musiker. Bekannt ist er vor allem als die Standardstimme der Schauspieler Benedict Cumberbatch, Jon Hamm, Armie Hammer, Alexander Skarsgård, Pilou Asbæk, Chris Vance, Omar Sy und zuletzt vor allem Pedro Pascal.

## Wirken

### Theater
Nach seinem Abitur am Walburgisgymnasium Menden im Jahr 1993 studierte Rotermund zunächst Lehramt an den Universitäten Dortmund und Siegen, bevor er 1997 seine Schauspielausbildung an der Hochschule für Musik und Theater Hannover begann und sie 2001 mit dem Diplom abschloss. Nach ersten Ensemblerollen an verschiedenen Theaterbühnen in Deutschland und Frankreich übernahm Rotermund im Jahr 2000 die Darstellung fester Charaktere, darunter in Heinrich Manns Professor Unrat am Staatstheater Hannover und in Goethes Torquato Tasso in der ebenfalls in Hannover ansässigen Kunsthalle.
2001 folgte ein zweijähriges Festengagement am Theater Magdeburg, in dessen Zeitraum er unter der Regie von Helmut Palitsch in Inszenierungen wie Shakespeares Romeo und Julia und Menkens/Ashmans Der kleine Horrorladen sowie in Ravenhills Shoppen und Ficken und von Horváths Geschichten aus dem Wiener Wald zu sehen war.
Weitere Stationen bildeten das Waldau Theater in Bremen, an dem er 2001 die Titelfigur Harold in Colin Higgins’ Harold und Maude und 2003 in Joseph Kesselrings Arsen und Spitzenhäubchen die Hauptrolle des Mortimer Brewster übernahm, und ferner das Theater Lübeck mit der Darstellung des Geschichtenerzählers und Fremdenführers Gigi in Michael Endes Momo (2006).
Im Rahmen der Burgfestspiele Bad Vilbel 2005 trat Rotermund als Hortensio in Shakespeares Komödie Der Widerspenstigen Zähmung sowie in Friedrich Schillers Trauerspiel Maria Stuart als Staatssekretär Wilhelm Davison auf. Während der Festspiele des Folgejahres 2006 agierte er in der Rolle des Cassio in Shakespeares Othello sowie des Neffen Alfred in Wilhelm Jacobys und Carl Laufs’ Pension Schöller.
Im April 2009 war Rotermund am Deutschen Schauspielhaus in Hamburg in Schwarzes Tier Traurigkeit von Anja Hilling zu sehen, 2011 übernahm er an der Seite von Carolin Fortenbacher die Rolle des Jan Olav in der Musicaladaptation des Jostein-Gaarder-Romans Das Orangenmädchen am Hamburger Altonaer Theater.

### Bühnenrollen (Auswahl)
- 1995: Titelrolle in „Robin Hood“ (Festspiele Balver Höhle, Balve)
- 1999: William in Messer in Hennen (Theater an der Glocksee, Hannover)
- 2000: Blumenberg in Professor Unrat (Niedersächsisches Staatstheater Hannover)
- 2001: Harold in Harold und Maude (Waldau Theater Bremen)
- 2001: Mercutio in Romeo und Julia (Theater Magdeburg)
- 2002: Orin in Der kleine Horrorladen (Theater Magdeburg)
- 2002: Robbie in Shoppen und Ficken (Theater Magdeburg)
- 2002: Erich in Geschichten aus dem Wiener Wald (Theater Magdeburg)
- 2002: Robert in Das Wunder von Neukölln (Theater Magdeburg)
- 2002: Arkas in Iphigenie auf Tauris (Theater Magdeburg)
- 2003: Mortimer in Arsen und Spitzenhäubchen (Waldau Theater Bremen)
- 2004: Blechmann in Der Zauberer von Oz (Theater Lübeck)
- 2005: Hortensio in Der Widerspenstigen Zähmung (Burgfestspiele Bad Vilbel)
- 2005: Davison in Maria Stuart (Burgfestspiele Bad Vilbel)
- 2006: Cassio in Othello (Burgfestspiele Bad Vilbel)
- 2006: Alfred in Pension Schöller (Burgfestspiele Bad Vilbel)
- 2006: Gigi in Momo (Theater Lübeck)
- 2007: Kulygin in Drei Schwestern (Kampnagel Hamburg)
- 2007: Bob in Jim, Jack, Bob und Katie und das Tier (Festival „150% Hamburg“)
- 2008: Schürzinger in Kasimir und Karoline (Zeisehallen Hamburg)
- 2009: Jason in Medea (Festival „100°“, Berlin)
- 2011–2012: Jan-Olav in Das Orangenmädchen (Altonaer Theater, Hamburg)
- 2013–2014: Thompson in Ladykillers (Altonaer Theater, Hamburg)
- 2014–2020: Vicco in Pasta e Basta (Hamburger Kammerspiele)
- 2016: Horace Guinn in Jenseits von Eden (Altonaer Theater, Hamburg)
- 2016–2020: Marty Melcher in Doris Day-Day by Day (Schlosspark Theater Berlin)
- 2017: Metzger in Der bewegte Mann (Thalia Theater und Altonaer Theater Hamburg)
- 2017–2020: Pierre in Die Fete endet nie (Boulevardtheater Dresden)
- 2021–2023: Francis in Herbst in New York (Schlosspark Theater Berlin)

### Synchronrollen (Auswahl)
- 2012: Leon S. Kennedy in Resident Evil: Damnation
- 2018–2024: Rip Wheeler (Cole Hauser) in Yellowstone
- 2019–2021: Colonel Mustafa Mokrani in Krieg der Welten
- seit 2019: Der Mandalorianer/Din Djarin (Pedro Pascal) in The Mandalorian (Fernsehserie)
- seit 2019: Erzengel Gabriel (Jon Hamm) in Good Omens
- 2020: Tom Hawkins (Keegan-Michael Key) in The Prom
- 2020–2022: Stargirl (Fernsehserie)
- seit 2022: Captain Christopher Pike (Anson Mount) in Star Trek: Strange New Worlds
- 2022: Richard Madoc (Arthur Darvill) in Sandman (Fernsehserie, Episode 1.11)
- 2022: Der Mandalorianer/Din Djarin (Pedro Pascal) in Das Buch von Boba Fett (Fernsehserie, 3 Episoden)
- 2023: Joel Miller (Pedro Pascal) in The Last of Us (Fernsehserie)
- 2023: Leon S. Kennedy in Resident Evil: Death Island
- 2024: Tribun Justus Acacius (Pedro Pascal) in Gladiator II

### Film und Fernsehen
Als Schauspieler vor der Kamera trat Sascha Rotermund bislang in diversen Kurzfilmen auf, Nebenrollen übernahm er in der Kinoproduktion Der Liebeswunsch (2006) unter der Regie von Torsten C. Fischer, in Fernsehfilmen wie Stürmische Zeiten (2008) unter der Regie von Helmut Metzger oder in der ZDF-Serie Küstenwache. In der RTL-Comedy 4 Singles (2009) war er regelmäßiger Sketchpartner.
- 2006: Der Liebeswunsch, Regie: Torsten C. Fischer
- 2007: Ein Strauß voll Glück, Regie: Helmut Metzger
- 2007–2008: 4 Singles, Regie: Dirk Naberberg, Erik Polls
- 2008: Küstenwache, Regie: Zbynjek Cerven
- 2018–2019: Freundinnen – Jetzt erst recht
- 2019: Morden im Norden – Heile Familie, Regie: Michi Riebl
- 2019: Die Klempnerin
- 2020: Altes Land (Fernsehfilm)

### Hörbücher (Auswahl)
Seit Mitte der 2000er Jahre setzt Rotermund seine Stimme zudem als Hörbuchinterpret ein. Für Hörbuch Hamburg, Lübbe Audio, Random House Audio und den Argon Verlag las er unter anderem Einfach Freunde von Abdel Sellou und Schnitt von Marc Raabe, Der Heilige Gral und seine Erben von Henry Lincoln, Michael Baigent und Richard Leigh, So finster die Nacht, So ruhet in Frieden und Menschenhafen von John Ajvide Lindqvist, Die achte Sünde von Philipp Vandenberg, Das Paulus-Evangelium von Wolfgang Hohlbein, Das doppelläufige Gewehr von Amanda Cross und Cobra von Frederick Forsyth.
- 2010: Die Radleys von Matt Haig, Lübbe Audio & BookBeat, 6 CDs (428 Minuten), ISBN 978-3-8387-6684-3.
- 2010: Das Wesen von Arno Strobel, Argon Verlag, 6 CDs (6:54), ISBN 978-3-8398-1085-9.
- 2011: Herr aller Dinge von Andreas Eschbach, Lübbe Audio. 23:40, DE: Gold (Hörbuch-Award)[2]
- 2012: Das Skript von Arno Strobel, Argon Verlag, 6 CDs (7:32), ISBN 978-3-8398-1108-5.
- 2014: Das Rachespiel von Arno Strobel, Argon Verlag, 6 CDs (7:23), ISBN 978-3-8398-1254-9.
- 2014: Das Dorf von Arno Strobel, Argon Verlag, 6 CDs (7:22), ISBN 978-3-8398-1334-8.
- 2014: Die Korrekturen von Jonathan Franzen, Der Hörverlag, mp3-Download (1482 Min – ungekürzt) ISBN 978-3-8445-1275-5.
- 2014 „Der Junge, der Träume schenkte“ von Luca Di Fulvio, Lübbe Audio. (23 Std 18 Min.)
- 2015: Extinction von Kazuaki Takano, C. Bertelsmann Verlag, 2 MP3-CDs (19:31), ISBN 978-3-8445-1736-1.
- 2015: Blood on Snow – Der Auftrag von Jo Nesbø, Hörbuch Hamburg, Hamburg, gekürzt, 4 CDs (6:00), ISBN 978-3-95713-001-3.
- 2016: Star Trek: Into Darkness (Romanadaption), Rohde Verlag (Audible).
- 2018: Die Tyrannei des Schmetterlings von Frank Schätzing, Der Hörverlag, ungekürzte Lesung (23:49), ISBN 978-3-8445-3108-4.
- 2018: Das korsische Begräbnis von Vitu Falconi, Argon Verlag, 2018 Knaur Verlag – Droemer.
- 2019: Stranger Things – Suspicious Minds von Gwenda Bond, Der Hörverlag, ungekürzte Lesung. (11:43)
- 2020: Ihr Königreich von Jo Nesbø, Hörbuch Hamburg, ISBN 978-3-8449-2593-7.
- 2021: Erellgorh - Geheime Mächte von Matthias Teut (Audible exklusiv).
- 2021: Joe Schreiber: Star Wars: The Mandalorian (Junior-Roman), der Hörverlag, ISBN 978-3-8445-4121-2.
- 2022: Owen Matthews: Red Traitor (Alexander Wassin 2), Lübbe Audio, ISBN 978-3-8387-9975-9. (Hörbuch-Download)
- 2023: Nora Roberts: Im Schutz der Nacht, Random House Audio, ISBN 978-3-8371-6401-5. (Hörbuch-Download)
- 2024: Jonathan Franzen: Anleitung zum Alleinsein. Essays, der Hörverlag, ISBN 978-3-8445-5181-5. (Hörbuch-Download)
- 2025: Ethan Cross: Racheritual, Hörbuch Hamburg, ISBN 978-3-8449-3955-2. (Hörbuch-Download, Baxter Kincaid 1)

### Hörspiele
In der von Romantruhe vertriebenen Hörspielserie Christoph Schwarz ist Rotermund seit 2008 in der Rolle des gleichnamigen Protagonisten zu hören. Darüber hinaus hat er mit Marc Valet eine der Hauptrollen in der Hörspielreihe Ordensschwester Amélie inne. Im Rahmen der bundesweiten Drei-???-Tournee Der seltsame Wecker – Live and Ticking trat Sascha Rotermund im Herbst 2009 in verschiedenen Rollen als Gastsprecher auf. Zudem gehört er zum Künstlerensemble von Oliver Rohrbecks Lauscherlounge.
In der vom Russell & Brandon Verlag vertriebenen Hörspielreihe Faith van Helsing ist Rotermund seit Folge 32 als Daniel Drake zu hören.
- 2013: Batman – Gotham Knight, Highscoremusic, Mini-Serie auf 3 CDs, ISBN 978-3-943166-28-6[5]
- 2016: Oscar Wilde & Mycroft Holmes – Sonderermittler der Krone als Oscar Wilde
- 2018: Foster – 12: Der Abgrund von Oliver Döring, Imaga, ISBN 978-3-946207-41-2.
- 2019: Die drei ???: Im Auge des Sturms

### Synchronisation
Seit Mitte der 2000er Jahre ist Rotermund überwiegend im Bereich der Filmsynchronisation tätig. Er ist die deutsche Stimme diverser Haupt- und Nebendarsteller in Filmen und Serien, darunter Shido Nakamura als Ryuk in den japanischen Realfilmen Death Note (2006) und Death Note: The Last Name (2006), Anwan Glover als Slim Charles in der US-amerikanischen Serie The Wire (2008–2010), Jesse Spencer als Dr. Robert Chase in Dr. House (2006–2012), Jason Bateman als Michael Bluth in Arrested Development (seit 2007), Lee Pace als Ned in Pushing Daisies (2008–2009), Rodney Carrington als gleichnamige Hauptfigur in der Sitcom Rodney (2008), LL Cool J als Special Agent Sam Hanna in Navy CIS: Los Angeles (seit 2009), Jon Hamm als Don Draper in Mad Men (seit 2009), Jesse Williams als Dr. Jackson Avery in Grey’s Anatomy (2010–2022), Tomomi Maruyama als Buccaneer in Fullmetal Alchemist: The Final Alchemy (2022), Pilou Asbæk als Euron Graufreud in Game of Thrones (2016–2019), Joseph Mawle als Captain Shipley in 1923 sowie Alexander Skarsgård in Mr. & Mrs. Smith. In Naruto Shippūden war er der Synchronsprecher für Nagato/Pain (Naruto).
Mit der Besetzung auf Lee Pace im Fantasy-Drama The Fall und Bradley Cooper in Verrückt nach Steve erhielt Rotermund 2009 seine ersten Kino-Hauptrollen. In Public Enemies übernahm er wenig später die Synchronisation von Christian Bale und ersetzte damit Stammsprecher David Nathan, der in gleicher Produktion für Johnny Depp engagiert worden war. Mit nachfolgenden Kinoproduktionen wie Possession – Die Angst stirbt nie (2009), Marmaduke (2009) und The Resident (2010) konnte sich Rotermund als deutsche Feststimme von Lee Pace etablieren. Darüber hinaus synchronisiert er wiederkehrend Jon Hamm, so in The Town – Stadt ohne Gnade (2010) oder Sucker Punch (2011). Zu einer Auswahl weiterer Hauptrollen gehören Joaquín Phoenix in Two Lovers (2008), Jake Gyllenhaal in Brothers (2009), Armie Hammer in seiner Doppelrolle als Tyler und Cameron Winklevoss in The Social Network (2010), Richard Coyle in Going Postal und Omar Sy in Ziemlich beste Freunde (2012). Im Jahr 2013 synchronisierte er Benedict Cumberbatch in dem Film Star Trek Into Darkness, Der Hobbit: Smaugs Einöde in der Rolle des Drachen Smaug und als Stephen Strange in den Marvel-Blockbustern Doctor Strange, Thor: Tag der Entscheidung, Avengers: Infinity War, Avengers: Endgame, Spider-Man: No Way Home und Doctor Strange in the Multiverse of Madness und der Serie What If…?. In der deutsch-polnisch-französischen Koproduktion Lauf Junge lauf synchronisierte Rotermund 2013 Itay Tiran als Mosche. In der seit 2019 erscheinenden Serie The Mandalorian synchronisiert er Pedro Pascal in der Rolle des Mandalorianers. Die Rolle synchronisierte er auch in der 2021 erschienenen Serie Das Buch von Boba Fett. 2023 synchronisiert er wieder Pedro Pascal in der HBO-Serie The Last of Us als Joel.
2023 war Rotermund in den Filmen Barbie und Oppenheimer jeweils in den Rollen Bauarbeiter #2 und Haakon Chevalier zu hören. In Gladiator II lieh Rotermund Pedro Pascal als Marcus Acacius seine Stimme.
Er war unter anderem der Übersetzungssprecher von Richard Hammond in Top Gear, wurde aber für The Grand Tour durch Christian Stark ersetzt.

### Videospiele (Auswahl)
In Videospielen spricht Rotermund den Hawke in Dragon Age 2, der auch im Nachfolger Dragon Age: Inquisition einen Auftritt hat und Sebastian Castellanos in The Evil Within. Außerdem leiht er seine Stimme dem Meisterdieb Garrett im Spiel Thief sowie dem Lichkönig in Blizzards MMORPG World of Warcraft und Sylens in Horizon Zero Dawn (Auch im Nachfolger Horizon Forbidden West). Für Gothic 3 sprach er zudem Nebenrollen ein.
Zusätzlich sprach er in Detroit: Become Human den Androiden Markus.
- 2004: World of Warcraft als Lichkönig
- 2006: Gothic 3 als Hatlod, Kelvin, Harek, Ford u. a.
- 2010: Halo: Reach als Emile
- 2011: Dragon Age 2 als Hawke
- 2012: Risen 2: Dark Waters als Slayne
- 2012: Resident Evil 6 als Leon S. Kennedy
- 2013: Injustice: Götter unter uns als Superman
- 2013: Beyond: Two Souls als Lt. J. Sherman und Paul
- 2013: Call of Duty: Ghosts als David „Hesh“ Walker
- 2014: Thief als Garrett
- 2014: The Evil Within als Sebastian Castellanos
- 2014: Randal’s Monday als Ned
- 2015: Lego Jurassic World als Barry
- 2015: Tom Clancy’s Rainbow Six Siege als Pulse
- 2017: Horizon Zero Dawn als Sylens
- 2017: Injustice 2 als Superman
- 2017: The Evil Within 2 als Sebastian Castellanos
- 2018: Detroit: Become Human als Markus
- 2018: Lego DC Super-Villains als Superman
- 2020: Those Who Remain als Edward
- 2023: Hi-Fi Rush als SEB-AAA / Sebastian Castellanos
- 2024: Suicide Squad: Kill the Justice League als Superman
- 2025: Assassin’s Creed Shadows, als Akechi Mitsuhide

### Musik
Seit 2012 ist Rotermund verstärkt als Musiker aktiv. Gemeinsam mit seiner Kollegin Carolin Fortenbacher entwickelte er die Bühnenprogramme Ich hab Hunger (2013) und Fortenbacher’s Intimate Night (2014), die im Hamburger Schmidt Theater Premiere hatten. Als Texter, Sänger und Gitarrist war Rotermund maßgeblich an der Produktion des Albums „Kamionka“ der Band „La Fortenbacher & die Carolinger“ (2014) beteiligt. Außerdem hat er das Live-Album des Programms „Fortenbacher’s Intimate Night“ (2015) produziert. Fortenbacher und Rotermund gründeten 2013 das Label „FORORE“, auf dem beide Alben veröffentlicht wurden.